# زرماهی‌تباران
زرماهی‌تباران (نام علمی: Oreochromini) نام یک تبار از زیرخانواده سیکلیدهای آفریقایی است.